# Abbecourt
 Abbecourt  es una población y comuna francesa, en la Región de Alta Francia, departamento de Oise, en el distrito de Beauvais y cantón de Chaumont-en-Vexin.

## Demografía
| Gráfica de evolución demográfica de Abbecourt entre 2004 y 2019 |
|                                                                 |

Fuentes: INSEE.

## Políticos
Elecciones Presidential Segunda Vuelta:
| Elección | Elección | Candidato Ganador | Partido | %     |
| -------- | -------- | ----------------- | ------- | ----- |
|          | 2022     | Marine Le Pen     | RN      | 55,67 |
|          | 2017     | Emmanuel Macron   | EM      | 52,00 |
|          | 2012     | Nicolas Sarkozy   | UMP     | 55,18 |
|          | 2007     | Nicolas Sarkozy   | UMP     | 64,14 |
|          | 2002     | Jacques Chirac    | RPR     | 76,31 |